# Чемпионат мира по горнолыжному спорту 1962
17-й чемпионат мира по горнолыжному спорту прошёл с 10 по 18 февраля 1962 года в Шамони, Франция.

## Общий медальный зачёт
| Место | Страна  | Золото | Серебро | Бронза | Всего |
| ----- | ------- | ------ | ------- | ------ | ----- |
| 1     | Австрия | 6      | 4       | 5      | 15    |
| 2     | Франция | 2      | 3       | 0      | 5     |
| 3     | Италия  | 0      | 1       | 0      | 1     |
| 4     | США     | 0      | 0       | 2      | 2     |
| 5     | ФРГ     | 0      | 0       | 1      | 1     |

## Медалисты

### Мужчины
| Дисциплина        | Золото         | Серебро         | Бронза          |
| ----------------- | -------------- | --------------- | --------------- |
| Скоростной спуск  | Карл Шранц     | Эмиль Виойя     | Эгон Циммерман  |
| Гигантский слалом | Эгон Циммерман | Карл Шранц      | Мартин Бургер   |
| Слалом            | Шарль Бозон    | Ги Перийя       | Герхард Неннинг |
| Комбинация        | Карл Шранц     | Герхард Неннинг | Людвиг Ляйтнер  |

### Женщины
| Дисциплина        | Золото          | Серебро         | Бронза         |
| ----------------- | --------------- | --------------- | -------------- |
| Скоростной спуск  | Кристль Хас     | Пья Рива        | Барбара Феррис |
| Гигантский слалом | Марианне Ян     | Эрика Нетцер    | Джоан Ханна    |
| Слалом            | Марианне Ян     | Мариэль Гуашель | Эрика Нетцер   |
| Комбинация        | Мариэль Гуашель | Марианне Ян     | Эрика Нетцер   |